# Fidelia major
Fidelia major är en biart som beskrevs av Heinrich Friese 1911. Fidelia major ingår i släktet Fidelia och familjen buksamlarbin. Inga underarter finns listade i Catalogue of Life.